# Anisacantha
Anisacantha é um género monótipo de Phasmatodea pertencente à família Anisacanthidae. A sua única espécie é Anisacantha difformis.